# Crocidura solita
Crocidura solita és una espècie de mamífer eulipotifle de la família de les musaranyes (Soricidae). És endèmica de l'illa indonèsia de Sulawesi, on viu a altituds d'entre 700 i 2.600 msnm. L'holotip tenia una llargada de cap a gropa de 147 mm, la cua de 68 mm, les potes posteriors de 16 mm i les orelles de 9 mm. Pesava 9,5 g. Té el pelatge de color gris, més fosc al dors que al ventre. El seu nom específic, solita, significa ‘sòlita’ en llatí. Com que fou descoberta fa poc, l'estat de conservació d'aquesta espècie encara no ha estat avaluat formalment.